# Ion (Euripide)
Pour les articles homonymes, voir Ion (homonymie).
Ion (Ίων / Iōn) est une tragédie grecque d'Euripide, vraisemblablement écrite en 419 av. J.-C. et représentée pour la première fois à Athènes en 418 av. J.-C..

## Personnages
- Hermès protatique
- Ion
- Chœur composé des servantes de Créuse
- Créuse
- Xouthos
- Un vieillard
- Un serviteur de Créuse
- La Pythie
- Athéna

La scène est à l'entrée du temple de Delphes.

## Résumé
Créuse, fille d'Érechthée, roi d'Athènes, fut violée par Apollon. De ce viol naquit un fils, Ion, qu'elle mit au monde secrètement et exposa dans la grotte même qui fut le théâtre du crime. Hermès, envoyé par Apollon, l'enlève et le porte à Delphes, où la Pythie le trouve dans son berceau et le fait élever. Son divin père demande à la Pythie de conserver précieusement le berceau dans lequel son fils fut trouvé ainsi que les objets qui l'accompagnaient. Ce fils, parvenu à l'adolescence, devint gardien (néocore) du temple de Delphes. 
Créuse, après l'abandon de son fils, avait épousé Xouthos. Ce prince d'Achaïe, qui était venu au secours des Athéniens dans un conflit contre les Mégariens, est devenu par jeu d'alliances le successeur d'Érechthée sur le trône d'Athènes. Le couple, demeuré stérile, se rend à Delphes pour y consulter l'oracle d'Apollon. Au temple, Créuse rencontre, sans le reconnaître, son fils, le jeune gardien du temple. 
De son côté, Xouthos consulte l'oracle de Delphes. Le dieu lui fait savoir qu'il doit regarder comme son fils le premier individu qu'il croisera à la sortie du temple. Immanquablement, Ion est ce fils désigné par l'oracle. Le roi l'adopte donc et se dispose à l'emmener à Athènes pour lui assurer le trône après sa mort. Mais la jalousie de Créuse s'éveille contre Ion, qu'elle prend, orientée par l'un de ses esclaves, un vieillard ayant servi son père, pour le fruit des amours de son époux avec une rivale. Irritée contre Xouthos, qui connaît enfin les joies de la paternité sans les lui faire partager, elle conspire en marâtre la perte de ce fils adoptif. 
Elle s'arme d'une goutte du sang de la Gorgone, présent d'Athéna à l'un de ses ancêtres, et commande au vieillard d'apporter la coupe à Ion après avoir préalablement procédé au mélange de ce funeste poison. Mais les dieux en décident autrement. Avant que Ion ne boive sa coupe, un serviteur prononce une parole de mauvais augure. Ion, instruit des choses sacrées, refuse de boire sa coupe mais procède tout de même à une libation en renversant quelques gouttes du breuvage sur le sol. L'irruption d'une nuée de colombes lève alors le voile sur le complot puisque l'une d'entre elles succombe après avoir trempé son bec dans la liqueur empoisonnée. Le vieillard avoue le crime de Créuse qui est condamnée par les magistrats de Delphes, d'une voix unanime, à être précipitée du haut d'un rocher, pour expier un attentat commis dans un sanctuaire contre une personne sacrée. 
Ion se montre obstiné à exécuter la sentence. Refusant de quitter le temple d'Apollon, Créuse est sauvée par l'intervention de la Pythie qui amène le berceau dans lequel Ion fut trouvé. La mère reconnaît alors le berceau et énumère à Ion, incrédule, les trois objets qu'il contenait. Athéna apparaît alors, envoyée par Apollon, pour confirmer les paroles de Créuse, ce qui achève de convaincre le jeune homme. Ils tombent dans les bras l'un de l'autre. 
Athéna annonce alors aux protagonistes une destinée heureuse et une lignée prospère. Ion sera l'auteur de la race ionienne, comme Doros, autre fils de Créuse désormais fertile et de Xouthos, sera celui de la race dorienne.